# Người giấu mặt (mùa 1)
Người giấu mặt: Big Brother Vietnam 2013 là mùa giải đầu tiên và duy nhất của Người giấu mặt: Big Brother Vietnam, được trình chiếu trên kênh VTV6 của Đài truyền hình Việt Nam từ ngày 12 tháng 11 năm 2013.

## Sản xuất
Sau gần 11 năm nhen nhóm ý tưởng đưa Big brother về Việt Nam, VTV6 và BHD phối hợp sản xuất phiên bản Việt với tên gọi "Người Giấu Mặt". Đêm liveshow đầu tiên của Người giấu mặt: Big Brother Vietnam giới thiệu 12 gương mặt của ngôi nhà chung chính thức lên sóng VTV6 vào 19h55 tối Thứ Ba, 12 tháng 11. Với giải thưởng cho người thắng cuộc là 2 tỷ đồng thì cho đến thời điểm này, chưa có một chương trình truyền hình thực tế nào tại Việt Nam có giải thưởng bằng hiện kim lớn như "Người Giấu Mặt". Cũng theo đại diện của nhà sản xuất BHD thì chương trình này cũng đang giữ vị trí hạng nhất về mức độ tốn kém và sự phức tạp so với hàng loạt chương trình truyền hình thực tế nổi tiếng nhất nhì thế giới khác mà BHD đã thực hiện. Êkip sản xuất lên tới 150 người cùng 12 chuyên gia quốc tế. Hơn 40 máy quay, từ các thiết bị máy quay robot tự động đến cầm tay được trưng dụng.

## Luật chơi
Người Giấu Mặt là ông chủ của ngôi nhà, 12 thành viên sẽ cùng chung sống trong ngôi nhà đó. Họ sẽ bị theo dõi mọi lúc qua các camera, họ bị cách ly với thế giới bên ngoài, không có phương tiện giải trí, không tiếp xúc với truyền thông báo chí, không dùng internet, điện thoại, tivi... Phòng khách là phòng sinh hoạt chính của căn nhà với chiếc màn hình tivi dùng để giao tiếp với phim trường nơi có người dẫn chương trình hoặc các thông điệp hình ảnh từ NGM, tivi không điều khiển được. Các thành viên giao tiếp với NGM bằng cách nhìn vào con mắt xanh tượng trưng cho ông. Có hai phòng ngủ tách biệt nam và nữ (đây là khác biệt của phiên bản Việt Nam vì phong tục văn hóa, các phiên bản khác thì nam nữ ngủ chung). Nhìn chung, ngôi nhà của NGM khá tiện nghi, đáp ứng được các nhu cầu sinh hoạt thường ngày. Đặc biệt, trong nhà có phòng nhật ký (còn gọi là phòng tự thú). Đây là nơi duy nhất thành viên có thể trò chuyện và bộc lộ cảm xúc với NGM. Không phải các thành viên lúc nào cũng được vào phòng nhật ký mà chỉ khi NGM đồng ý thì mới được vào (qua tín hiệu đèn xanh hoặc đèn đỏ bên ngoài cửa). 

## Thành viên ngôi nhà chung
| Tên                  | Tuổi khi thi | Nghề nghiệp khi thi                    | [ 2 ] |
| Huỳnh Ngọc Trí       | 22           | Vũ công                                | [ 2 ] |
| Trish Lương          | 25           | Bartender                              | [ 2 ] |
| Hoàng Thị Ánh Nguyệt | 26           | An ninh sân bay                        | [ 2 ] |
| Hoàng Sơn Việt       | 27           | Kinh doanh tự do                       | [ 2 ] |
| Nguyễn Minh Long     | 25           | Thợ xăm, vũ công                       | [ 2 ] |
| Nguyễn Thị Hà Thủy   | 28           | Đầu bếp                                | [ 2 ] |
| Phan Chí Bửu         | 28           | Huấn luyện viên thể hình               | [ 2 ] |
| Phùng Thị Thu Thảo   | 22           | Sinh viên                              | [ 2 ] |
| Trần Hoài Sơn        | 24           | Diễn viên sân khấu                     | [ 2 ] |
| Mai Bảo Ngọc         | 21           | MC, người lồng tiếng                   | [ 2 ] |
| Nguyễn Quỳnh Trang   | 28           | Người mẫu, kinh doanh tự do, diễn viên | [ 2 ] |
| Nguyễn Văn Hiền      | 30           | Thiết kế tự do                         | [ 2 ] |
| Nguyễn Thị Hồng Hạnh | 24           | Kinh doanh                             | [ 2 ] |

## Nhật ký

### Tuần 1
- Ngày 0 (tập 1): Truyền hình trực tiếp, giới thiệu chương trình, ngôi nhà chung và 12 thí sinh được tuyển chọn
- Ngày 1 (tập 2): Trong lần gặp mặt nhau đầu tiên, 12 người bàn bạc việc phân chia thời gian tắm buổi sáng như thế nào cho hợp lý vì những hạn chế về phòng tắm và thời gian. Người Giấu Mặt (NGM) bất ngờ gọi một số người vào phòng nhật ký để hỏi chuyện sau đó ông ấy tặng 12 thí sinh một bữa tiệc nướng BBQ với rất nhiều thực phẩm. Kết thúc ngày 1, một số thí sinh được nhìn thấy người thân của mình trực tiếp trên chương trình.
- Ngày 2 (tập 3): Các thành viên chuẩn bị ngày mới bằng việc tập thể dục và chia nhóm nấu ăn. Trish vì ngủ nướng nên NGM gọi cô vào phòng nhật ký nhận nhiệm vụ và thông báo lại cho cả nhà. Thử thách đầu tiên của chương trình mang tên "Vũ điệu ngày mới", các thành viên phải sáng tạo ra một điệu nhảy và trình diễn với đoạn nhạc cho sẵn của chương trình. Hoàn thành nhiệm vụ, họ mới được cấp điện để dùng bếp nấu bữa trưa cho mình. Trí làm biên đạo, công việc của họ làm hài lòng NGM. Trong ngày này, các thành viên bắt đầu tìm hiểu nhau nhiều hơn. Cuối ngày, các thành viên còn lại được nhìn thấy người thân của mình qua truyền hình trực tiếp.
- Ngày 3 (tập 4): Không khí ngày thứ 3 khá thoải mái và vui vẻ khi các thành viên đã bắt đầu làm quen với giờ giấc sinh hoạt trong ngôi nhà chung, hôm nay các cô gái đã quyết định đồng loạt mặc áo da báo. Nguyễn Hiền nhận nhiệm vụ tuần đầu tiên mang tên Ai là Ai. Sau giờ ăn trưa, các thành viên bắt đầu tìm hiểu những thông tin của nhau. Các cô gái bắt đầu tám chuyện về các chàng trai trong nhà. Trish tiết lộ với các bạn nữ rằng cô là người đồng tính luyến ái và chuyện tình của mình. Hiền tiết lộ anh từng trải tình một đêm. Việt được các cô gái yêu thích trong chủ đề câu chuyện phiếm của họ. Trí cũng được các cô gái đánh giá cao và chọn làm nơi tâm tình. Trong khi đó, Long lại bị Trang nhận xét là "nhạt". Buổi tối, các thành viên tập trung tại hồ bơi và tổ chức trò chơi, đêm nay bên cạnh áp lực của nhiệm vụ tuần các thành viên hầu như đều rất thoải mái khi được chia sẻ thông tin với nhau.
- Ngày 4 (tập 5): Một số bất đồng xuất hiện trong phòng nữ bởi sự thiếu tôn trọng không gian riêng tư, người phản ứng đầu tiên là Trang. Nguyệt vào phòng nhật ký nói về suy nghĩ của cô về vấn đề đó với NGM. Sơn cho rằng mọi người đang "giữ kẻ" để quan sát nhau, tiến đến ngày thứ ba tuần sau loại trừ hoặc cứu ai đó. Tất cả thành viên có một cuộc tranh cãi về chuyện tối hôm qua tại phòng nữ, Hiền đảm trách vai trò hòa giải, kèm theo nhiệm vụ của anh là làm cho các thành viên bật cười liên tục trong 5 phút tại một trong hai phòng ngủ. Cả nhà tổ chức một buổi hóa trang như là một động thái làm tan căng thẳng.
- Ngày 5 (tập 6): NGM yêu cầu mọi thành viên đem vào phòng nhật ký một đồ vật yêu thích của mình và hỏi thêm về món đồ yêu thích mà họ không thể đem vào ngôi nhà chung mặc dù không phạm quy là gì. Sau đó, NGM ra một nhiệm vụ trong ngày mang tên Tam sao thất bản. Trong ngày còn có những tâm sự riêng tư của các thành viên. Trish lại tiếp tục cởi mở nhiều về chuyện tình cảm của cô.
- Ngày 6 (tập 7): Các thành viên bắt đầu "trả bài" về nhiệm vụ tuần và tự tạo ra cho mình những trò chơi giải trí đơn giản. Trish đã cho Ngọc vài lời khuyên về kỹ năng nói chuyện trong giao tiếp. Có dấu hiệu về sự hàn gắn mối quan hệ giữa Trang và Thủy qua việc nấu nướng sau thử thách nhiệm vụ Nối chữ.
- Ngày 7 (tập 8): Cả nhà đang cảm thấy lo lắng vì nguồn thực phẩm đang cạn dần. Mâu thuẫn vẫn theo chiều hướng gia tăng, đặc biệt bây giờ giữa Trish và Trang trong vấn đề kiềm chế cơn giận của bản thân. Trong nhiệm vụ Tâm sự đêm khuya của NGM, các thành viên lần lượt kể về điều hối tiếc của bản thân. Không khí như chúng xuống trước những tâm sự. Trí hối tiếc vì học vấn dở dang, Trish hối tiếc khi sự ham chơi của cô khiến một người bạn tự tử, Trang hối tiếc vì kết hôn quá sớm và để đổ vỡ, Hiền thú nhận anh là người song tính luyến ái làm buồn cô bạn gái, Bửu tiếc vì chưa nhận được bằng đại học, Thảo hối tiếc vì làm tổn thương bố của cô, Sơn hối hận vì bỏ lỡ sự quan tâm của người khác, Ngọc nghĩ về ngoại của cô, Nguyệt muốn mơ được gặp lại bố, Long hối tiếc vì bà nội mất khi anh đang ở Sài Gòn, Việt hối tiếc vì hôn nhân của bố mẹ tan vỡ, riêng Thủy không hối tiếc bất kỳ điều gì.

Nhiệm vụ tuần

Ai là ai (cả nhà, Hiền phổ biến): Các thành viên được phát một bảng câu hỏi để điền thông tin của mình và nộp lại cho NGM. Nhiệm vụ của họ là phải tìm hiểu thông tin của những người còn lại để trả lời bảng câu hỏi, mỗi thành viên chỉ được phỏng vấn một người và ghi nhớ các thông tin đấy. Vào cuối tuần, NGM sẽ gọi từng người vào phòng nhật ký, tại đây các thành viên phải trả lời những gì họ biết về các thành viên còn lại trong ngôi nhà. Nhiệm vụ hoàn thành khi tất cả các thành viên không phạm quá 3 lỗi. Đặt cược 30% tổng số ngân quỹ tuần.

### Tuần 2
- Ngày 8 (tập 9): Truyền hình trực tiếp: Mỗi thành viên đề cử ra hai thành viên khác mà mình muốn loại ra khỏi ngôi nhà chung. Kết quả: hai người bị các thành viên khác đề cử nhiều nhất là Trang (7 phiếu) và Thủy (6 phiếu).
- Ngày 9 (tập 10): NGM gọi các thành viên vào phòng nhật ký trả lời câu hỏi trong nhiệm vụ Ai là ai. Trish cho rằng các thành viên khác thiếu trách nhiệm nên họ không hoàn thành nhiệm vụ này. Vì bị cắt giảm ngân quỹ đã cược trong nhiệm vụ tuần nên họ rất cân nhắc chọn thực phẩm cho tuần tới và họ đã biết ý thức trong việc bảo quản thực phẩm.
- Ngày 10 (tập 11): Trish không hài lòng vì thất bại trong nhiệm vụ tuần Ai là ai, cô nói chuyện với cả nhóm rằng hãy cố gắng quyết tâm trong các nhiệm vụ chung của NGM, đặc biệt là động viên Bửu. NGM ra nhiệm vụ tuần 2 mang tên Hải đăng, các thành viên cược 40% ngân quỹ tuần.
- Ngày 11 (tập 12): Các thành viên hào hứng thi đấu trong nhiệm vụ Lập kỷ lục đạp xe. Đội Việt-Thảo rất cố gắng để chiến thắng nhiệm vụ, còn đội Sơn-Trish tỏ ra không bằng lòng với chiến thuật của Việt-Thảo.
- Ngày 12 (tập 13):
- Ngày 13 (tập 14): Những thành viên thua cuộc trong nhiệm vụ bổ sung phải chịu hình phạt của NGM. Sau đó, NGM ra nhiệm vụ ngày mang tên Phiên bản khác.
- Ngày 14 (tập 15): Truyền hình trực tiếp công bố kết quả loại trừ, các thành viên quyết định cùng nhau mặc áo màu trắng. Thủy là người bị loại.

Nhiệm vụ tuần

Hải đăng: Các thành viên giữ cho ngọn hải đăng sáng liên tục trong tuần bằng cách đạp xe tạo năng lượng. Mỗi lần để đèn ngừng sáng và chuông kêu sẽ bị tính lỗi. Nếu vượt quá lỗi cho phép sẽ thua cuộc.

### Tuần 3
- Ngày 15 (tập 16): Các thành viên phải họp bàn phân chia lại lịch nấu ăn và cách cư xử tập thể. Hiền phản ánh về việc không được chừa thức ăn cho mình khi làm nhiệm vụ, hoặc là việc tự giữ thức ăn, đồ uống riêng.
- Ngày 16 (tập 17): Lương thực trong ngôi nhà chung đã cạn kiệt, các thành viên phải hạn chế hoạt động cơ thể để không mất năng lượng. NGM công bố nhiệm vụ tuần Hải đăng của họ đã thất bại, ngân quỹ tuần bị trừ thêm, Trish và Sơn tỏ vẻ vô cùng hối tiếc. Ngoài ra, Trish và Trí cũng có tâm trạng buồn vì sự ra đi của Thủy. Trong ngày, các thành viên tiếp tục "đi chợ" với khoản ngân quỹ ít ỏi, sau đó họ bước vào vòng đề cử loại trừ và nhận nhiệm vụ tuần Tôi là người nổi tiếng.
- Ngày 17 (tập 18): Chưa nhận được thực phẩm, các thành viên chế biến các món ăn đơn giản song song với việc tập luyện cho nhiệm vụ tuần. Nguyệt nhận được thư của mẹ thông báo về việc cơ quan của cô không cho gia hạn nghỉ phép, và bà khuyên cô nên lựa chọn công việc thay vì tiếp tục cuộc thi.
- Ngày 18 (tập 19): Các thành viên tiếp tục luyện tập nhiệm vụ tuần. NGM ra nhiệm vụ ngày là Đoán câu thành ngữ, một lần nữa Trish không hài lòng và bực tức khi cả nhà không hoàn thành nhiệm vụ.
- Ngày 19 (tập 20): Các thành viên tiếp tục luyện tập nhiệm vụ tuần và tạo ra các trò chơi giải trí. NGM ra nhiệm vụ phụ cho Bửu và Hiền là Tẩy lông chân, nếu thực hiện sẽ được trừ 4 lỗi trong nhiệm vụ tuần Tôi là người nổi tiếng. Bửu từ chối thực hiện nhưng Hiền thì đồng ý. Các thành viên nam khác cũng xin NGM thực hiện để có thêm lợi thế trong nhiệm vụ tuần nhưng ông không đồng ý.
- Ngày 20 (tập 21): Các thành viên tập luyện chuẩn bị cho tiết mục biểu diễn tối nay. Bửu cũng quyết định tẩy lông chân để tăng thêm cơ hội chiến thắng cho cả nhà, Long và Trí cũng được NGM chấp nhận để thực hiện nhiệm vụ phụ tẩy lông chân.
- Ngày 21 (tập 22): Truyền hình trực tiếp. MC Huy Khánh công bố Nguyệt rời ngôi nhà chung vì lý do công việc, mặc dù cô muốn sự ra đi của mình thay thế cho việc loại trừ một thành viên của tuần này nhưng NGM không chấp thuận. MC giới thiệu thí sinh thay thế cho Nguyệt là Hạnh. Đồng thời, người kế tiếp vẫn phải rời ngôi nhà chung theo luật chơi là Sơn - anh nhận được ít phiếu cứu hơn Trang.

Nhiệm vụ tuần:

Tôi là người nổi tiếng: mô phỏng lại các nhân vật trong clip. 

### Tuần 4
- Ngày 22 (tập 23): tổng hợp các sự kiện trong tuần. Hạnh - thành viên mới - chia thể hòa nhập với các thành viên khác, cô chia sẻ cảm nghĩ sau một ngày sống trong ngôi nhà chung.
- Ngày 23 (tập 24):Bắt đầu ngày mới với kết quả nhiệm vụ tuần. Các thành viên "đi chợ" cho tuần mới sau chiến thắng lớn ở nhiệm vụ tuần. Sau đó họ tiến hành đề cử loại. Trang và Thảo bị NGM khiển trách vì họ đã vi phạm luật chơi khi bàn bạc với nhau về việc đề cử loại. Ngọc thắng nhiệm vụ ngày, cô chọn phần thưởng là bánh kem cho cả nhà.
- Ngày 24 (tập 25): Trang và Thảo phải nhận hình phạt cho việc vi phạm của họ là nhận thêm 1 đề cử loại cho tuần này. Hạnh có những tiếp xúc đầu tiên với các thành viên khác. NGM ra nhiệm vụ tuần cho các thành viên là Nghị lực - giảm cân trong vòng 6 ngày. Họ vô cùng sửng sốt khi trước đó họ đã mua rất nhiều thức ăn cho tuần này.
- Ngày 25 (tập 26): Các thành viên bàn tán về "kỹ năng" kể chuyện cười của Hạnh khiến họ không chịu nổi. Để khuyến khích các thành viên cố gắng trong nhiệm vụ tuần, NGM ra nhiệm vụ phụ của Nghị lực, theo đó, ai giảm cân được nhiều nhất sẽ giành được giải thưởng của NGM là miễn một phiếu đề cử loại trong tuần này. Trish cố gắng tiếp xúc với Hạnh và có vài lời tâm sự với cô.
- Ngày 26 (tập 27): Các thành viên tích cực cho việc giảm cân. NGM tổ chức các trò chơi liên hoàn vui nhộn, đội thắng nhất thì mỗi người được cộng thêm 500gr vào thành tích nhiệm vụ phụ giảm cân, đội thua chót thì ngược lại. Ngọc và Long lần lượt vào phòng nhật ký tâm sự về chuyện tình cảm phát sinh trong ngôi nhà chung, Ngọc tỏ ra buồn lòng vì Long và tỏ ra không thích Hạnh, nhưng Long cho rằng anh ta chỉ muốn Hạnh hoà hợp với tập thể.
- Ngày 27 (tập 28): Thảo và Trang bàn tán riêng về Hạnh trong phòng. NGM ra nhiệm vụ ngày Siêu nội trợ. Cuối ngày, Hồng Hạnh đã có một buổi bảy tỏ tâm sự khá gay gắt với cả nhà về nội dung câu chuyện giữa cô và Trish Lương trong buổi hôm trước. Trish cảm thấy ngỡ ngàng và tức giận trước cách cư xử đó của Hạnh.
- Ngày 28 (tập 29): Truyền hình trực tiếp. Hiền là người phải rời ngôi nhà chung bởi vì anh có ít phiếu bình chọn hơn Trish.

Nhiệm vụ tuần:

Nghị lực: Trong vòng 6 ngày, các thành viên phải giảm tổng cộng 18 kg. Cược 60% ngân quỹ. 

### Tuần 5
- Ngày 29 (tập 30): Tổng kết tuần. Hé lộ phần tiếp theo của cuộc tranh cãi "mười mặt một lời" do Hạnh khởi xướng, đặc biệt là tranh cãi kịch liệt giữa Trish và Hạnh trước mặt các thành viên.
- Ngày 30 (tập 31): Các thành viên tiến hành đề cử loại. Sau đó, NGM công bố kết quả giảm cân của các thành viên. Theo kết quả cân lần đầu, Bửu là người giảm nhiều nhất, kế tiếp là Trang. Một số thành viên nữ tiến hành cân lại, và để có lợi hơn cho kết quả, họ đã chịu cởi bỏ đến mức tối thiểu trang phục trên người. Trang cân bằng được kết quả với Bửu. Theo NGM yêu cầu, các thành viên đã có một cuộc bỏ phiếu kín đề chọn ra người chiến thắng, và đó chính là Bửu. Nhiệm vụ tuần vừa qua, các thành viên đã bị mất 60% ngân quỹ do chỉ giảm được 16,3 kg trong khi yêu cầu đặt ra là phải giảm được 18 kg. NGM ra nhiệm vụ tuần mới là Cờ hiệu.
- Ngày 31 (tập 32): Ngay từ sáng sớm các thành viên đã phải trăn trở về nhiệm vụ tuần lần này, Trí là người hướng dẫn cờ hiệu cho mọi người vì anh khá thuần thục môn này. Các thành viên được NGM tặng một phần quà là dụng cụ trang trí Giáng Sinh và đón nhận một "thành viên" mới - chú chó xù mà họ đặt tên là Noel. Hồng Hạnh dường như đã bắt đầu thu hút được khá nhiều sự chú ý của các chàng trai trong ngôi nhà chung.

Nhiệm vụ tuần:

Cờ hiệu: Học và thực hành truyền tin bằng cờ hiệu (semaphore).

## Nhiệm vụ
| STT | Ngày ra               | Diễn giải | Đối tượng phải thực hiện | Kết quả                            |
| --- | --------------------- | --- | ------------------------ | ---------------------------------- |
| 1   | Thứ Tư, 13 tháng 11   | Vũ điệu ngày mới: Biên đạo một bài nhảy trong 45 giây. | Các thành viên           | Hoàn thànhA1                       |
| 2   | Thứ Năm, 14 tháng 11  | Ai là ai?: Nhiệm vụ tuần, tìm hiểu về nhau. | Các thành viên           | Thất bạiA2                         |
| 3   | Thứ Sáu, 15 tháng 11  | Nhiệm vụ bí mật: Làm cho tất cả mọi người bật cười liên tục trong 5 phút. | Hiền                     | Thất bạiA3                         |
| 4   | Thứ Bảy, 16 tháng 11  | Tam sao thất bản: NGM đưa ra một câu chuyện, và lần lượt mỗi thành viên phải kể riêng cho một thành viên khác nghe câu chuyện đó khi đã nghe từ người đi trước mình kể lại. Sau đó chọn ra 4 người vào phòng nhật ký để trả lời đúng ít nhất là 3/4 câu hỏi của NGM về nội dung câu chuyện. | Các thành viên           | Thất bạiA4                         |
| 5   | Chủ Nhật, 17 tháng 11 | Nối chữ: Theo vòng tròn, mỗi thành viên sẽ phải tạo ra một từ mới có ý nghĩa, dựa theo chữ cuối cùng trong từ mà người liền trước mình đã tạo. | Các thành viên           | Hoàn thành (Việt thắng)A5          |
| 6   | Thứ Hai, 18 tháng 11  | Tâm sự đêm khuya: Các thành viên lần lượt trả lời ba câu hỏi: Điều hối tiếc nhất của bản thân trong quá khứ, tại sao khi ấy lại ứng xử như vậy, nếu được làm khác đi sẽ làm gì. | Các thành viên           | Hoàn thànhA6                       |
| 7   | Thứ Năm, 21 tháng 11  | Hải đăng: Nhiệm vụ tuần, các thành viên giữ cho ngọn hải đăng sáng liên tục trong tuần bằng cách đạp xe tạo năng lượng. | Các thành viên           | Thất bại                           |
| 8   | Thứ Bảy, 23 tháng 11  | Lập kỷ lục đạp xe: Cặp đôi nào đạp xe được lâu nhất sẽ chiến thắng và giành được phần quà của NGM. | Các thành viên           | Hoàn thành (Việt, Thảo thắng)A8    |
| 9   | Thứ Bảy, 23 tháng 11  | Lập kỷ lục đạp xe (bổ sung): Gia hạn thời gian, cặp đôi nào đạp xe được lâu nhất sẽ chiến thắng và giành được phần quà của NGM tương đương cặp đôi đã chiến thắng. | Các thành viên           | Hoàn thành (Trí, Thủy thắng)       |
| 10  | Thứ Hai, 25 tháng 11  | Phiên bản khác: Photo lại hình ảnh của bản thân ra giấy để làm vật lưu niệm trong nhà cho đến hết cuộc thi. | Các thành viên           | Hoàn thành                         |
| 11  | Thứ Năm, 28 tháng 11  | Tôi là người nổi tiếng: Mô phỏng lại theo đúng nhân vật trong một video clip. | Các thành viên           | Hoàn thànhA11                      |
| 12  | Thứ Bảy, 30 tháng 11  | Đoán câu thành ngữ: Đoán 12 câu thành ngữ khi nhìn động tác diễn tả. | Các thành viên           | Thất bại                           |
| 13  | Chủ nhật, 1 tháng 12  | Tẩy lông chân: Tẩy lông chân trước khi tham gia biểu diễn nhiệm vụ tuần. | Bửu, Hiền                | Hoàn thành Hiền, Bửu, Trí, LongA13 |
| 14  | Thứ năm, 5 tháng 12   | Thử tài suy đoán: Sử dụng cân để cân đo chiều cao, từ thông số của mình, dự đoán thông số các thành viên khác. | Các thành viên           | Hoàn thành (Ngọc thắng)A14         |
| 15  | Thứ sáu, 6 tháng 12   | Nghị lực: Giảm cân trong vòng 6 ngày với tổng cộng các thành viên là 18 kg | Các thành viên           | Thất bại                           |
| 15  | Thứ bảy, 7 tháng 12   | Nhiệm vụ phụ của Nghị lực: Ai giảm cân được nhiều nhất | Các thành viên           | Bửu và Trang thắng                 |
| 16  | Chủ nhật, 8 tháng 12  | Trò chơi: Trò chơi liên hoàn | Các thành viên           | Hiền, Trí thắng                    |
| 17  | Thứ hai, 9 tháng 12   | Siêu đầu bếp: Các thành viên được chia ra làm 5 đội, mỗi đội nấu một món ăn khác nhau theo công thức chỉ định của NGM và phải ăn hết những thực phẩm mà mình đã chế biến. | Các thành viên           | Việt, Thảo thắng                   |
| 18  | Thứ hai, 12 tháng 12  | Cờ hiệu: Tập luyện và thực hành truyền tin bằng cờ hiệu theo yêu cầu nội dung của NGM. | Các thành viên           | Việt, Thảo thắng                   |

^Ghi chú A1 : Vì Trí là một vũ công, cả nhà bầu chọn anh làm người biên đạo.
^Ghi chú A2 : Các thành viên không trả lời đủ số câu trả lời theo yêu cầu của NGM, và vi phạm luật chơi. Họ bị mất 30% ngân quỹ tuần.
^Ghi chú A3 : Yêu cầu nhiệm vụ là thực hiện tại một trong hai phòng ngủ nhưng Hiền thực hiện tại phòng khách nên NGM không chấp nhận.
^Ghi chú A4 : Vì Trang truyền đạt không đầy đủ nội dung câu chuyện nên các thành viên khác không vượt qua được nhiệm vụ và bị tịch thu các đồ vật yêu thích của họ trong một tuần. Sơn, Trí và Trang cũng vi phạm luật chơi nên cả nhà bị phạt chung là bị cắt điện vào sáng hôm sau.
^Ghi chú A5 : Việt thắng trò chơi và chọn Long là người cùng thưởng thức bữa ăn phần thưởng do 10 thành viên còn lại nấu. Thực đơn và nguyên liệu do NGM cung cấp và các thành viên nấu mà không được nêm nếm. Vì Việt và Long không ăn hết số thức ăn của họ nên vi phạm luật chơi, cả nhà bị trừ thêm 5% ngân quỹ tuần.
^Ghi chú A6 : Có lẽ đây là nhiệm vụ NGM đưa ra nhằm hàn gắn lại rạn nứt giữa các thành viên để họ hiểu nhau hơn.
^Ghi chú A8 : Việt và Thảo thắng nhiệm vụ nên họ chọn quà của NGM là một chai rượu vang và hai con gà nướng rồi chia sẻ cho cả nhà.
^Ghi chú A13 : Thử thách phụ dành cho Bửu và Hiền. Hiền đồng ý tham gia, ban đầu Bửu từ chối nhưng sau đó anh quyết định tham gia thử thách này. Trí và Long cũng xin được tham gia và được NGM đồng ý.
^Ghi chú A1 : Mặc dù NGM phạm khá nhiều lỗi nhưng NGM ghi nhận sự cố gắng của các thành viên trong nhiệm vụ này nên ông tuyên bố họ đã hoàn thành.

## Bảng đề cử loại trừ
|          | Tuần 2                | Tuần 3               | Tuần 4                | Tuần 5                   | Tuần 6                                | Tuần 7                 | Tuần 8                   | Tuần 9                  | Tuần 9                  |
| -------- | --------------------- | -------------------- | --------------------- | ------------------------ | ------------------------------------- | ---------------------- | ------------------------ | ----------------------- | ----------------------- |
| Việt     | Thủy, Nguyệt          | Trish, Sơn           | Trish, Ngọc           | Ngọc, Hạnh               | Trish, Trang                          | Hạnh, Trang, Trish     | Trang, Thảo              | Quán quân (Ngày 64)     | Quán quân (Ngày 64)     |
| Trí      | Nguyệt, Trang         | Nguyệt, Trang        | Hiền, Trang           | Trang, Hạnh              | Bửu, Hạnh                             | Hạnh, Trish, Việt      | Trang, Việt              | Á quân (Ngày 64)        | Á quân (Ngày 64)        |
| Trang    | Trish, Thủy           | Trish, Bửu           | Trish, Hiền           | Bửu, Trish               | Bửu, Hạnh                             | Trish, Việt, Hạnh      | Việt, Long               | Hạng 3 (Ngày 64)        | Hạng 3 (Ngày 64)        |
| Long     | Nguyệt, Thủy          | Trish, Sơn           | Hiền, Trí             | Ngọc, Trang              | Trish, Trang                          | Thảo, Trish, Việt      | Trang, Thảo              | Hạng 4 (Ngày 64)        | Hạng 4 (Ngày 64)        |
| Thảo     | Sơn, Thủy             | Bửu, Hiền            | Hiền, Ngọc            | Ngọc, Bửu                | Bửu, Hạnh                             | Trish, Hạnh, Trí       | Long, Trang              | Bị loại (Ngày 57)       | Bị loại (Ngày 57)       |
| Trish    | Trang, Hiền           | Trang, Việt          | Bửu, Việt             | Bửu, Ngọc                | Bửu, Hạnh                             | Trang, Hạnh, Long      | Bị loại (Ngày 50)        | Bị loại (Ngày 50)       | Bị loại (Ngày 50)       |
| Hạnh     | Không ở trong nhà     | Không ở trong nhà    | An toàn               | Ngọc, Bửu                | Trang, Trish                          | Trí, Việt, Trish       | Bị loại (Ngày 50)        | Bị loại (Ngày 50)       | Bị loại (Ngày 50)       |
| Bửu      | Trang, Thủy           | Trang, Sơn           | Trang, Trish          | Trish, Hạnh              | Trish, Trang                          | Bị loại (Ngày 43)      | Bị loại (Ngày 43)        | Bị loại (Ngày 43)       | Bị loại (Ngày 43)       |
| Ngọc     | Bửu, Trang            | Trang, Sơn           | Hiền, Trí             | Trang, Hạnh              | Bị loại (Ngày 36)                     | Bị loại (Ngày 36)      | Bị loại (Ngày 36)        | Bị loại (Ngày 36)       | Bị loại (Ngày 36)       |
| Hiền     | Trish, Thủy           | Trish, Sơn           | Trish, Thảo           | Evicted (Day 29)         | Evicted (Day 29)                      | Evicted (Day 29)       | Evicted (Day 29)         | Evicted (Day 29)        | Evicted (Day 29)        |
| Sơn      | Trang, Việt           | Bửu Ngọc             | Bị loại (Ngày 22)     | Bị loại (Ngày 22)        | Bị loại (Ngày 22)                     | Bị loại (Ngày 22)      | Bị loại (Ngày 22)        | Bị loại (Ngày 22)       | Bị loại (Ngày 22)       |
| Nguyệt   | Trang, Ngọc           | Trang, Ngọc          | Bỏ cuộc (Ngày 22)     | Bỏ cuộc (Ngày 22)        | Bỏ cuộc (Ngày 22)                     | Bỏ cuộc (Ngày 22)      | Bỏ cuộc (Ngày 22)        | Bỏ cuộc (Ngày 22)       | Bỏ cuộc (Ngày 22)       |
| Thủy     | Hiền, Trang           | Bị loại (Ngày 15)    | Bị loại (Ngày 15)     | Bị loại (Ngày 15)        | Bị loại (Ngày 15)                     | Bị loại (Ngày 15)      | Bị loại (Ngày 15)        | Bị loại (Ngày 15)       | Bị loại (Ngày 15)       |
|          |                       |                      |                       |                          |                                       |                        |                          |                         |                         |
| Ghi chú  | Không có              | Không có             | Không có              | 1, 2                     | Không có                              | 3                      | Không có                 | Không có                | Không có                |
| Đề cử    | Thủy, Trang           | Sơn, Trang           | Hiền, Trish           | Hạnh, Ngọc, Trang        | Bửu, Hạnh, Trang, Trish               | Hạnh, Trish, Việt      | Long, Thảo, Trang, Việt  | Long, Trang, Trí, Việt  | Long, Trang, Trí, Việt  |
| Bỏ cuộc  | Không có              | Nguyệt               | Không có              | Không có                 | Không có                              | Không có               | Không có                 | Không có                | Không có                |
| Bị loại  | Thủy 37.72% phiếu cứu | Sơn 40.66% phiếu cứu | Hiền 26.25% phiếu cứu | Ngọc 28.96% phiếu cứu    | Bửu 10.59% phiếu cứu                  | Hạnh 12.46% phiếu cứu  | Thảo ?% phiếu cứu        | Long 11% phiếu thắng    | Trang 20% phiếu thắng   |
| Bị loại  | Thủy 37.72% phiếu cứu | Sơn 40.66% phiếu cứu | Hiền 26.25% phiếu cứu | Ngọc 28.96% phiếu cứu    | Bửu 10.59% phiếu cứu                  | Trish 37.07% phiếu cứu | Thảo ?% phiếu cứu        | Trí 28% phiếu thắng     | Trí 28% phiếu thắng     |
| Được cứu | Trang 62.28%          | Trang 59.34%         | Trish 73.75%          | Trang 40.22% Hạnh 30.82% | Trish 41.50% Trang 35.22% Hạnh 13.15% | Việt 50.46%            | Long ?% Trang ?% Việt ?% | Việt 38.87% phiếu thắng | Việt 38.87% phiếu thắng |

- ^Note 1 : Thảo và Trang nhận thêm 1 phiếu do phạm luật nhà chung.
- ^Note 2 : Bửu thắng 1 nhiệm vụ tuần và được trừ một phiếu theo bầu chọn của các thành viên.
- ^Note 3 : Vì các thành viên đã phạm rất nhiều lỗi nên NGM yêu cầu tuần này mỗi thành viên có ba đề cử loại, và sẽ loại hai sau khi khán giả bỏ phiếu bình chọn.

## Bài hát sử dụng
| Tập | Nghệ sĩ                      | Nhan đề                    | Thời điểm |
| --- | ---------------------------- | -------------------------- | --------- |
| 2   | The Script và will.i.am      | Hall of Fame               | Mở đầu    |
| 4   | Michael Bublé                | Home                       | Kết thúc  |
| 5   | Christina Perri              | A Thousand Years           | Kết thúc  |
| 6   | Owl City và Carly Rae Jepsen | Good Time                  | Mở đầu    |
| 6   | 2NE1                         | Fire                       | Đoạn giữa |
| 6   | Uyên Linh                    | cảm ơn tình yêu            | Kết thúc  |
| 7   | Mỹ Tâm                       | My friend!                 | Kết thúc  |
| 11  | Phương Thảo                  | Xe đạp ơi                  | Kết thúc  |
| 13  | Maroon 5                     | Never Gonna Leave This Bed | Kết thúc  |
| 14  | Quang Vinh                   | Tạm biệt                   | Kết thúc  |
| 15  | Phan Đinh Tùng               | Dòng thời gian             | Kết thúc  |
| 17  | Mỹ Tâm                       | Một chuyện tình            | Kết thúc  |
| 18  | Hiền Thục                    | Nhật ký của mẹ             | Kết thúc  |
| 20  | Hà Okio                      | Nơi ấy                     | Đoạn giữa |
| 20  | Vĩnh Thuyên Kim              | Vọng cổ teen               | Kết thúc  |
|     | Hoà tấu nhạc của Trần Tiến   | Chị tôi                    | Kết thúc  |
| 30  | Maroon 5                     | Won't go home without you  | Đoạn giữa |
| 55  | Westlife                     | Try again                  | Kết thúc  |
| 56  | Diêu Tư Đình                 | You Raise Me Up            | Kết thúc  |